# P/2011 U1 (PANSTARRS)
P/2011 U1 (PANSTARRS) — одна з короткоперіодичних комет родини Юпітера. Комета була відкрита 23 жовтня 2011 року, коли мала 21.0m.